# Rami Bedoui
Rami Bedoui (sinh ngày 19 tháng 1 năm 1990) là một cầu thủ bóng đá người Tunisia thi đấu ở vị trí hậu vệ cho Étoile du Sahel.
Vào tháng 5 năm 2018 anh có tên trong đội hình sơ loại 29 người của Tunisia tham dự Giải vô địch bóng đá thế giới 2018 ở Nga.

## Thống kê sự nghiệp

### Quốc tế
Tính đến 17 tháng 7 năm 2019
| Tunisia   | Tunisia | Tunisia |
| Năm       | Trận    | Bàn     |
| --------- | ------- | ------- |
| 2012      | 3       | 0       |
| 2013      | 0       | 0       |
| 2014      | 1       | 0       |
| 2015      | 1       | 0       |
| 2016      | 0       | 0       |
| 2017      | 4       | 0       |
| 2018      | 2       | 0       |
| 2019      | 9       | 0       |
| Tổng cộng | 20      | 0       |

## Danh hiệu
Étoile du Sahel
Vô địch
- Giải bóng đá hạng nhất quốc gia Tunisia: 2015–16
- Cúp bóng đá Tunisia: 2012, 2013–14, 2014–15

Á quân
- Giải bóng đá hạng nhất quốc gia Tunisia: 2010–11, 2014–15, 2016–17
- Cúp bóng đá Tunisia: 2010–11